# بيرون
بيرون هي مدينة في سيليزيا العليا في جنوب بولندا ومقر مقاطعة بيرون-ليدزيني في محافظة سيليزيا. تقع على بعد حوالي 25 كـم (16 ميل) جنوب كاتوفيتشي .

## الجغرافيا
تقع المدينة في مرتفعات سيليزيا على نهر جوستينيا أحد روافد نهر فيستولا تقع في الجزء الجنوبي من مدينة GZM - وهي مدينة يبلغ عدد سكانها حوالي 2 مليون نسمة. تعد بيرون واحدة من مدن التجمع الحضري الذي يبلغ عدد سكانه 2.7 مليون نسمة - منطقة كاتوفيتشي الحضرية ، وتقع ضمن منطقة كاتوفيتشي-أوسترافا الحضرية الكبرى التي يسكنها حوالي 5294000 شخص. يبلغ عدد سكان المدينة نفسها 19,334 نسمة (ديسمبر 2021). تشمل بيرون دزيلنيكاس ستاري بيرون وبيرون ناوي وتشيرني ويايوستي وBijasowice وCzarnuchowice ويحدها Lędziny و Tychy و Chełm Śląski و Bojszowy و Oświęcim .

## تاريخ

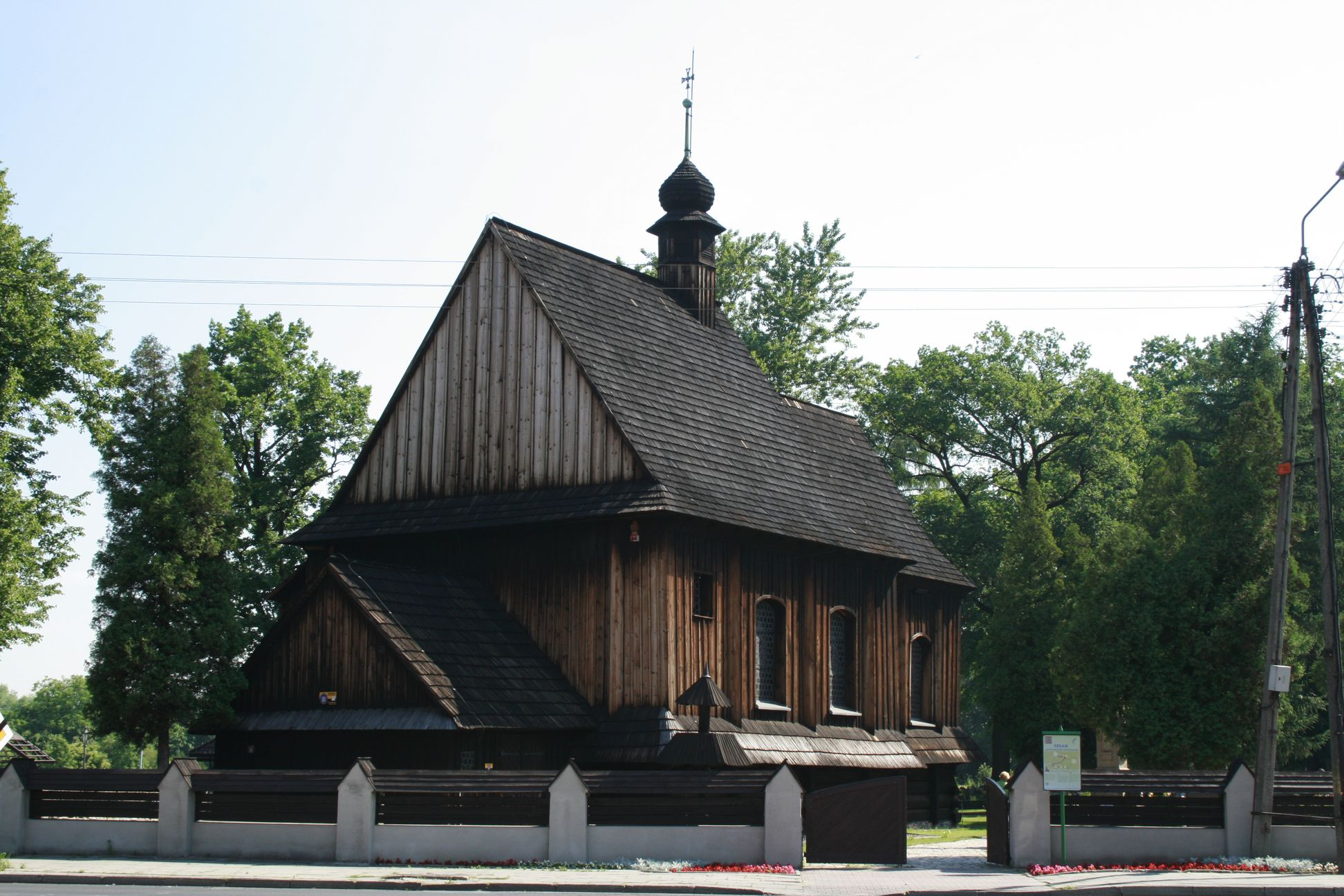
مزار القديس فالنتين

احتلت معظم سيليزيا من قبل بروسيا في الحرب السيليزية الأولى في الفترة من 1740 إلى 1742، ثم تم دمجها بعد ذلك في مقاطعة سيليزيا . في منتصف القرن التاسع عشر، كان سكان المدينة غالبيتهم من الكاثوليك حسب المعتقد. في 18 يونيو 1845، دمر حريق مساحات كبيرة من المدينة؛ وتبرع الملك فريدريك ويليام الرابع ملك بروسيا شخصيًا بـ 9000 تالر لإعادة بنائها. أنشئت مصانع السجائر والذخائر في المدينة في منتصف القرن التاسع عشر. أصبحت جزءًا من الإمبراطورية الألمانية في عام 1871 تحت الاسم الألماني بيرون . في اللغة البولندية كان يُعرف باسم Bieruń و Beruń . أقيمت سبعة معارض سنوية في المدينة في أواخر القرن التاسع عشر. تقع مدينة بيرون بالقرب من الحدود مع بولندا الصغرى وسيليزيا النمساوية، وكانت حتى عام 1919 المدينة الأكثر جنوب شرق ألمانيا .